# Pozlovice
Pozlovice är en köping i Tjeckien.   Den ligger i regionen Zlín, i den östra delen av landet, 270 km öster om huvudstaden Prag. Pozlovice ligger 300 meter över havet och antalet invånare är 1 189.
Terrängen runt Pozlovice är platt åt sydväst, men åt nordost är den kuperad. Pozlovice ligger nere i en dal. Runt Pozlovice är det ganska tätbefolkat, med 90 invånare per kvadratkilometer. Närmaste större samhälle är Zlín, 13,0 km nordväst om Pozlovice. I omgivningarna runt Pozlovice växer i huvudsak blandskog.